# Tremellaceae
Tremellaceae è una famiglia dei funghi Basidiomiceti.

## Generi di Tremellaceae
Appartengono alla famiglia i seguenti generi:
- Auriculibuller
- Bullera
- Bulleromyces
- Dictyotremella
- Fellomyces
- Holtermannia
- Kockovaella
- Neotremella
- Phyllopta
- Protoradulum
- Sirotrema
- Tremella
- Tremellostereum
- Trimorphomyces
- Tsuchiyaea
- Zanchia

## Galleria d'immagini

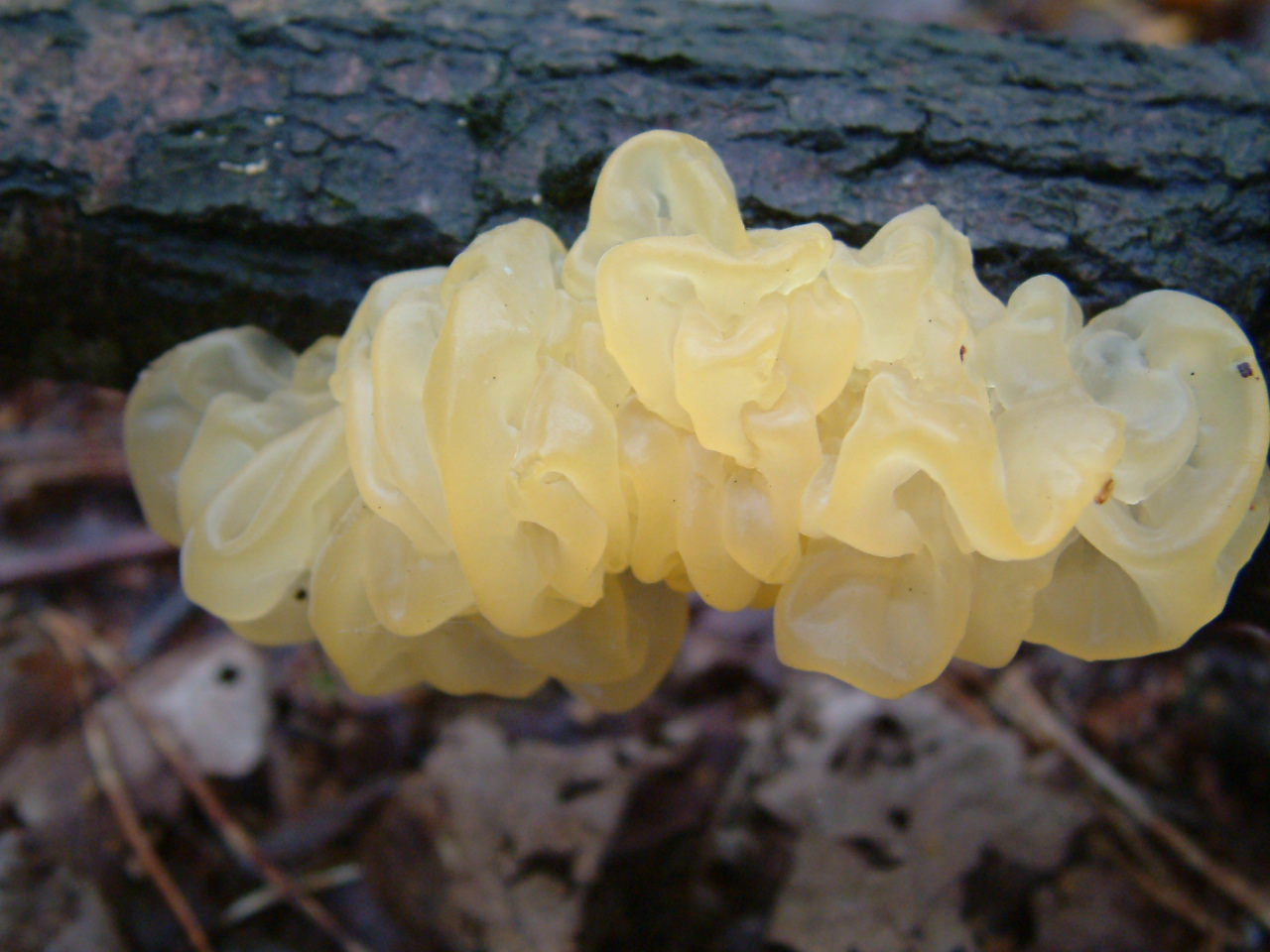
Tremella encephala